# Сребриста булка
Сребристата булка (Pluvialis squatarola) е птица от семейство Дъждосвирцови.

## Физически характеристики
Сребристата булка е средноголяма птица. По гърба и отстрани на тялото тя е сребристосива с черни петънца, преливащи в бели ивици. Тя отделя тази окраска от черната по лицето, гърлото, гърдите и коремчето. Клюнът е къс и дебел, а краката са черни.

## Разпространение
Сребристата булка е прелетна птица и е разпространена във всички континенти с изключение на Антарктида.

## Размножаване
Гнезди в Северното полукълбо в тундровите райони. Тук се среща в месеците от септември до април.